# Aturdimiento

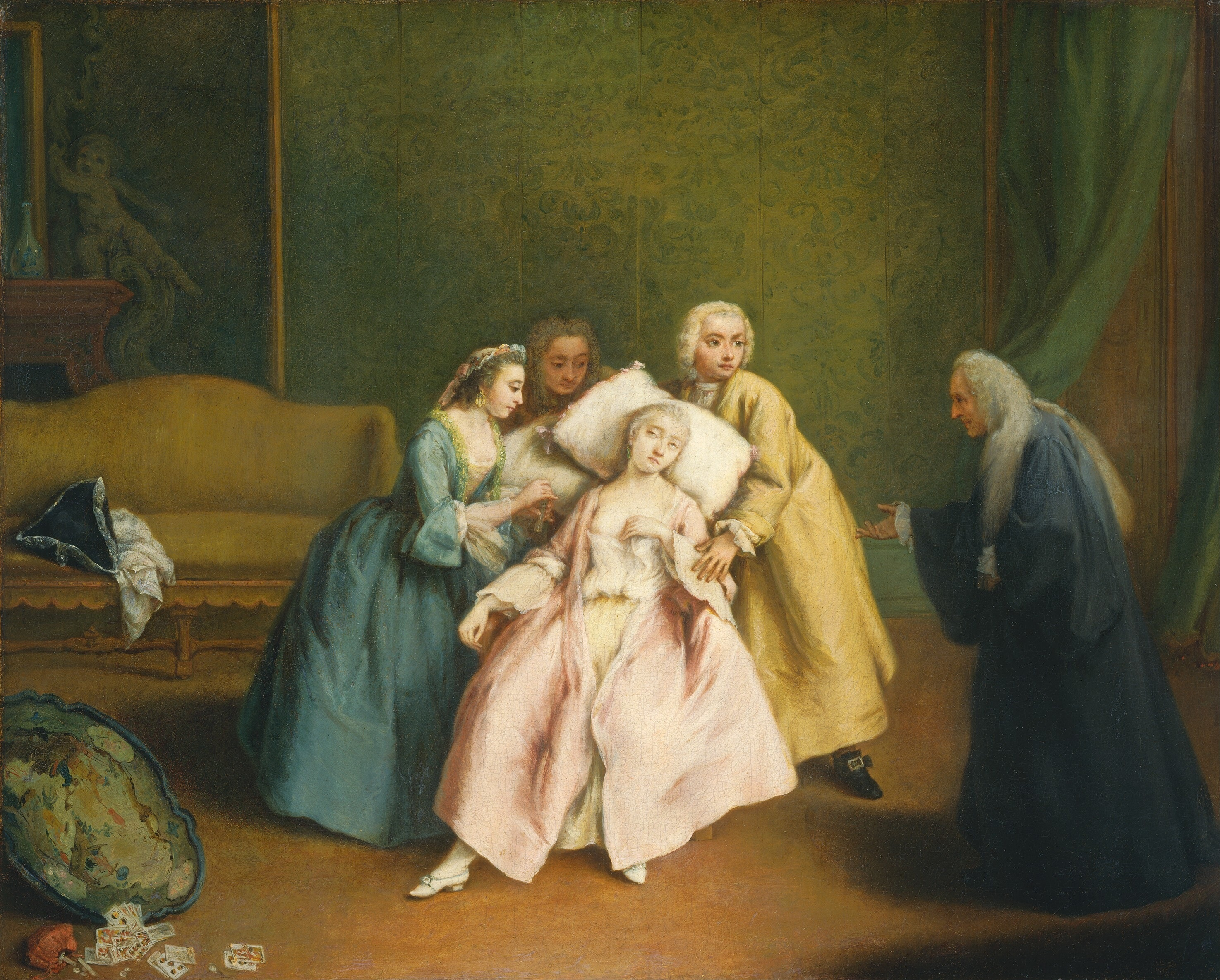
El desmayo (c. 1744), óleo sobre lienzo de Pietro Longhi en la National Gallery, Washington D. C.

El aturdimiento es una sensación común y típicamente desagradable de mareo o una sensación de desmayo. La sensación de mareo puede ser breve, prolongada o, en raras ocasiones, recurrente. Además de los mareos, el individuo puede sentir que su cabeza no tiene peso. El individuo también puede sentir que la habitación "da vueltas" o se mueve (vértigo). La mayoría de las causas del mareo no son graves y se curan solas rápidamente o se tratan fácilmente.
Mantener un sentido del equilibrio requiere que el cerebro procese una variedad de información recibida de los ojos, el sistema nervioso y el oído interno. Si el cerebro no puede procesar estas señales, como cuando los mensajes son contradictorios, o si los sistemas sensoriales no funcionan correctamente, una persona puede experimentar aturdimiento o mareos.
El mareo es muy similar al presíncope. El presíncope es la etapa inmediata antes del síncope (desmayo), particularmente en los casos de pérdida temporal del campo visual (es decir, la visión se vuelve "oscura" o se "cierra").

## Causas
El mareo puede ser simplemente (y más comúnmente) una indicación de una escasez temporal de sangre u oxígeno en el cerebro debido a una caída en la presión arterial, deshidratación rápida por vómitos, diarrea o fiebre. Otras causas son: mal de altura, nivel bajo de azúcar en la sangre, hiperventilación, síndrome de taquicardia ortostática postural, ataques de pánico y anemia. También puede ser un síntoma de muchas otras afecciones, algunas de ellas graves, como problemas cardíacos (incluidos ritmo cardíaco anormal o ataque cardíaco), problemas respiratorios como hipertensión pulmonar o embolia pulmonar, y también accidente cerebrovascular, hemorragia y shock. Si cualquiera de estos trastornos graves está presente, el individuo generalmente tendrá síntomas adicionales como dolor en el pecho, sensación de latido acelerado, pérdida del habla o cambios en la visión.
Muchas personas, especialmente a medida que envejecen, experimentan mareos si se levantan demasiado rápido de una posición acostada o sentada. El mareo suele acompañar a la gripe, la hipoglucemia, el resfriado común o las alergias. Los mareos pueden ser provocados por el uso de medicamentos antihistamínicos, como la levocetirizina, o por algunos antibióticos o ISRS. Los productos de nicotina o tabaco pueden causar mareos a los usuarios sin experiencia. Los estupefacientes, como la codeína, también pueden causar mareos.

## Tratamiento
El tratamiento para el mareo depende de la causa o del problema subyacente. El tratamiento puede incluir beber mucha agua u otros líquidos (a menos que el mareo sea el resultado de una intoxicación por agua, en cuyo caso beber agua es bastante peligroso). Si un paciente no puede retener los líquidos debido a las náuseas o los vómitos, es posible que necesite líquidos por vía intravenosa, como la solución de lactato de Ringer. Deben intentar comer algo azucarado y acostarse o sentarse y reducir la elevación de la cabeza con respecto al cuerpo (por ejemplo, colocando la cabeza entre las rodillas).
Otros remedios simples incluyen evitar los cambios bruscos de postura al sentarse o acostarse y evitar las luces brillantes.
Varios electrolitos esenciales se excretan cuando el cuerpo transpira. Cuando se experimenta un calor inusual o extremo durante mucho tiempo, la sudoración excesiva puede provocar la falta de algunos electrolitos, lo que a su vez puede causar mareos.